# Leppävirta kyrka
Leppävirta kyrka är en kyrka i Leppävirta i Finland. Den planerades av Carl Ludvig Engel, och togs i bruk 1846. Kyrkans altartavla är målad av Samuel Elmgren. Den är Finlands sjunde största lutherska kyrka.